# Автолік
Авто́лік (грец. Αυτόλυκος) — син Гермеса та Хіони, Одіссеїв дід з боку матері. В епосі, де не згадується про походження Автоліка від Гермеса, це був надзвичайно хитрий та спритний злодій і розбійник. Викрав отари Сісіфа, за що останній збезчестив його дочку Антіклею, яка невдовзі одружилася з Лаертом. Ця версія пов'язує трьох найбільших міфічних хитрунів: Одіссей виявляється сином Сісіфа й онуком Автоліка. Навчив Геракла мистецтва боротьби.
Автолік був своєрідним двійником Гермеса в якості покровителя злодіїв. Від батька він отримав вміння перевтілюватися і набувати будь-який образ, робити предмети невидимими або змінювати їх до невпізнання (так, він міг змінювати масть коней). За все це його називали «найхитрішим з еллінів». Видатний борець і кулачний боєць.
Батько дозволив Автоліку марноклястися його ім'ям. Той клявся так спритно, що потім міг не виконувати свої клятви, не порушуючи їх формально.
Автолік був одружений з Неерою (дочкою Переяслава), яка народила дочку Антіклею і (за однією з версій) Полімеду, матір Ясона.
Жив на Парнасі з синами, там його відвідував Одіссей.